# Río Little Bighorn
El río Little Bighorn (en inglés: Little Bighorn River, que significa el «río Pequeño Bighorn») es un río de 222 km de los Estados Unidos, uno de los principales afluentes del río Bighorn que discurre por los estados de Wyoming y Montana. La Batalla de Little Bighorn se libró aquí en 1876.
El Little Bighorn nace en el extremo norte de Wyoming, a lo largo del lado norte de las montañas Bighorn. Fluye hacia el norte en Montana y en la Reserva India del Cuervo, pasando por los condados  de Wyola, Lodge Grass y Crow Agency, y se une al Bighorn cerca de la ciudad de Hardin.
El lugar de la batalla, ahora incluido en el Little Bighorn Battlefield National Monument, está a aproximadamente 5 kilómetros al sur de Crow Agency, en el lado oriental del río.
- Datos: Q608969
- Multimedia: Little Bighorn River / Q608969